# Горбков

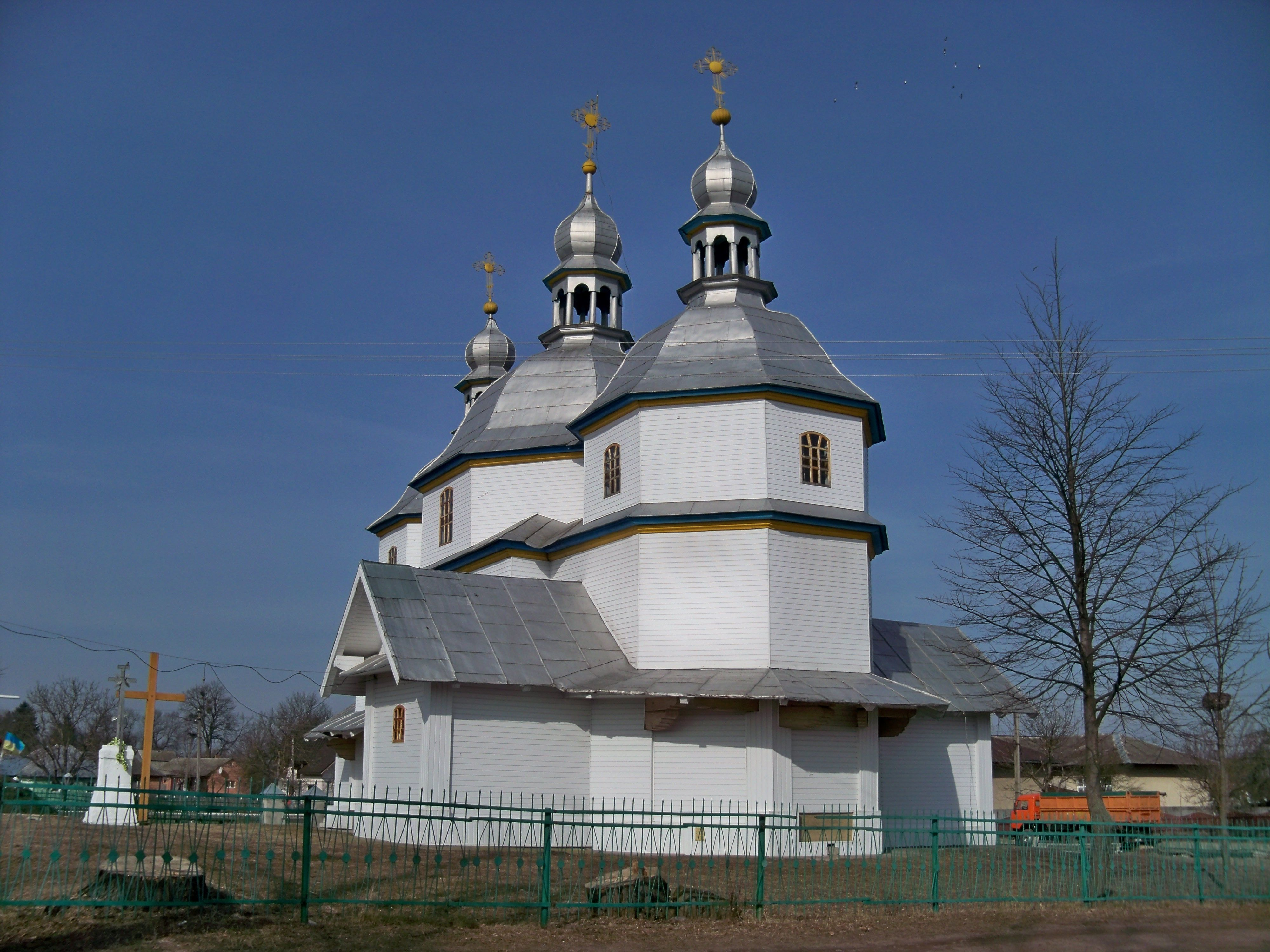
Церковь Воздвижения Честного Креста

Горбков (укр. Горбків) — село в Сокальской городской общине Шептицкого района Львовской области Украины.
Население по переписи 2001 года составляло 914 человек. Занимает площадь 1,37 км². Почтовый индекс — 80039. Телефонный код — 3257.